# Stefan Thomas (Rechtswissenschaftler)
Stefan Thomas (* 1975) ist ein deutscher Rechtswissenschaftler.

## Leben
Er studierte Rechtswissenschaften an der Johannes Gutenberg-Universität Mainz. Erstes (2000) und zweites (2002) Staatsexamen in Mainz. Er war wissenschaftlicher Mitarbeiter bei Meinrad Dreher an der Johannes Gutenberg-Universität Mainz von Oktober 2002 bis Februar 2004. Nach der Promotion 2004 zum Dr. iur. mit dem Thema Unternehmensverantwortlichkeit und -umstrukturierung nach EG-Kartellrecht war er Rechtsanwalt im Düsseldorfer Büro einer internationalen Anwaltskanzlei in der Abteilung Kartellrecht von März 2004 bis August 2006. Von September 2006 bis Dezember 2009 war er wissenschaftlicher Mitarbeiter/Akademischer Rat a. Z. am Lehrstuhl Meinrad Dreher. Nach der Habilitation 2009 an der Universität Mainz. Habilitationsschrift: Die Haftungsfreistellung von Organmitgliedern – Bürgerlichrechtliche, gesellschaftsrechtliche und versicherungsrechtliche Grundlagen der Freistellung und der Versicherung von organschaftlichen Haftungsrisiken im Kapitalgesellschaftsrecht Venia legendi für die Fächer Bürgerliches Recht, Handels- und Wirtschaftsrecht, Versicherungsrecht und Europarecht lehrte er von Juli 2009 bis Oktober 2009 als Privatdozent an der Universität Mainz. Von Oktober 2009 bis Dezember 2009 vertrat er den Lehrstuhl für Bürgerliches Recht, Handels- und Wirtschaftsrecht, Europarecht und Rechtsvergleichung an der Universität Tübingen. Im Dezember 2009 wurde er zum Universitätsprofessor an der Universität Tübingen als Inhaber des Lehrstuhls für Bürgerliches Recht, Handels- und Wirtschaftsrecht, Wettbewerbs- und Versicherungsrecht in Tübingen ernannt. 2010 lehnte er einen Ruf an die Universität Passau ab. Im Jahr 2018 lehnte er einen Ruf an die Universität Heidelberg ab.
Seine Forschungsschwerpunkte sind Kartellrecht, Gesellschafts- und Unternehmensrecht, insbesondere Organhaftungsfragen, Versicherungsrecht: Versicherungsvertragsrecht, insbesondere D&O-Versicherung und Energierecht.

## Schriften (Auswahl)
- Die kartellrechtliche Bewertung des sparkassenrechtlichen Regionalprinzips. Tübingen 2015, ISBN 3-16-154135-9.
- mit Hauke Brettel: Compliance und Unternehmensverantwortlichkeit im Kartellrecht. Tübingen 2016, ISBN 3-16-154652-0.
- mit Michael Kling: Kartellrecht. München 2016, ISBN 3-8006-4683-8.
- mit Roman Inderst: Schadensersatz bei Kartellverstößen. Juristische und ökonomische Grundlagen und Methoden. Düsseldorf 2. Auflage 2018, ISBN 3-942543-79-6.
- mit Martin Nettesheim: Entflechtung im deutschen Kartellrecht. Tübingen 2011, ISBN 978-3-16-150854-7.